# Токовый конвейер

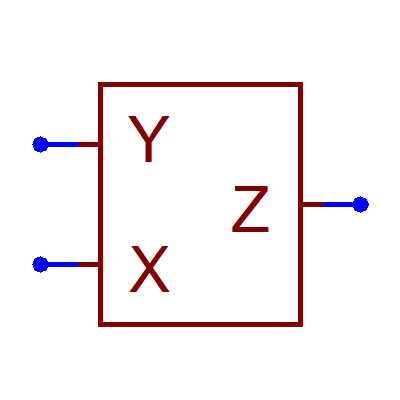
Условное графическое обозначение токового конвейера c единственным Z-выводом

То́ковый конве́йер (англ. current conveyor, СС) — абстрактная модель универсального трёхвыводного электронного устройства обработки аналоговых сигналов в базисах токов и напряжений, идеализированный аналог транзистора. Два входа токового конвейера (аналоги затвора и истока полевого транзистора либо эмиттера и базы биполярного транзистора) оперируют токами и напряжениями и передают (англ. convey, отсюда конвейер) ток на выход конвейера (аналог стока либо коллектора), обладающий бесконечно большим выходным сопротивлением. В теории устройства на токовых конвейерах способны выполнять все функции, выполняемые классическими операционными усилителями (ОУ) с обратной связью по напряжению, как правило — с лучшими показателями быстродействия, точности и с меньшим количеством внешних компонентов. На практике токовые конвейеры не смогли составить конкуренцию классическому ОУ и нашли лишь ограниченное применение. В 1988—2015 годы промышленность выпустила всего шесть интегральных схем этого класса. Наиболее массовой областью применения токового конвейера стали входные каскады быстродействующих операционных усилителей с токовой обратной связью (ОУ ТОС). Эти усилители имеют практически неограниченную скорость нарастания выходного напряжения при частоте среза свыше 1 ГГц.

## Токовый конвейер первого поколения
Токовый конвейер первого поколения (CCI+)
В 1968 году недавний выпускник Университета Торонто Абел Седра и его научный руководитель Кеннет Смит предложили концепцию «передачи тока» (англ. current conveying) и её практическую реализацию — схему на пяти транзисторах, своего рода идеализированный аналог биполярного npn-транзистора. По воспоминаниям Седры, прототип токового конвейера появился на свет осенью 1966 года, в ходе дипломной работы над практическим заданием — созданием температурно-компенсированного источника стабильного тока. После отладки этого устройства Седра и Смит упростили схему, сделав из одновыводного источника тока трёхвыводной токовый конвейер. Первым практическим устройством на его основе стал широкополосный лабораторный усилитель тока с рабочим диапазоном от постоянного тока до 100 МГц. После того, как Седра и Смит опубликовали описание конвейера второго поколения, схема 1968 года стала называться токовым конвейером первого поколения (CCI+; знак плюса означает однонаправленность управляющего и управляемого токов).
В простейшем токовом конвейере вход Y управляется напряжением Vy, вход X — током Ix. Благодаря повторителю (Т1, T2) напряжение на входе X повторяет напряжение на входе Y; благодаря токовому зеркалу (Т3, Т4, Т5) токи, втекающие во вход Y и во вход Z, повторяют ток Ix независимо от напряжения Vy. В зависимости от выбора «системы координат» схема работает либо как аналог транзистора в режиме с общей базой, либо как аналог транзистора в режиме с общим коллектором. В матричной нотации её поведение описывается уравнением
Коэффициенты передачи напряжений и токов реальных схем неизбежно отличаются от идеальной модели из-за эффекта Эрли, ненулевого внутреннего сопротивления pn-переходов. Седра и Смит предлагали компенсировать порождаемую ими ошибку использованием усовершенствованных токовых зеркал и положительной обратной связи. На высоких частотах отклонение от идеала усиливается, причём относительная ошибка становится существенной задолго до достижения частоты среза схемы (справочно, в серийной ИС токового конвейера CCII01 она равна 100 МГц для всех коэффициентов матрицы).
В предложенной Седрой и Смитом схеме все токи Ix, Iy, Iz втекают в соответствующие выводы; направление всех токов можно инвертировать, заменив транзисторы на комплементарные, а отрицательное напряжение питания — на положительное. Двунаправленный конвейер, оперирующий и втекающими, и вытекающими токами, можно создать, объединив в одной схеме два конвейера по схеме 1968 года — один (нижний) для втекающих, другой (верхний) для вытекающих токов и дополнив схему цепью запуска. Во всех вариантах схема может иметь не один, а несколько выходов Z1, Z2 и так далее; коэффициенты передачи тока на каждый из выходов могут регулироваться настройкой токового зеркала.
Седра и Смит предложили ряд перспективных применения новой схемы в аналоговых устройствах (преобразователи тока или напряжения в ток, усилители с электронной регулировкой усиления и так далее), но особо остановились на возможности создания принципиально нового семейства быстрых логических ИС. Переход от переключения напряжений и токов к переключению только токов при постоянных напряжениях на сигнальных проводниках обещал принципиальное улучшение быстродействия — но в цифровой электронике идеи Седры и Смита не прижились. Единственное в Канаде микроэлектронное производство не смогло или не захотело реализовать предложение изобретателей. Почти два десятилетия оно не имело широкого применения и в аналоговой схемотехнике, где доминировали классические операционные усилители с обратной связью по напряжению.

## Токовый конвейер второго поколения
В том же 1968 году Седра и Смит усовершенствовали модель конвейера, сделав вход Y управляемым только напряжением. Работа, в которой авторы ввели понятие «конвейера второго поколения» (CCII), была опубликована лишь в феврале 1970 года; принципиальная схема нового конвейера была опубликована позже — в 1970 году он был чисто абстрактной конструкцией. Название закрепилось в литературе, несмотря на критику позднейших авторов, считающих деление конвейеров на «поколения» неоправданным.
Схемотехнически реальный CCII на биполярных транзисторах представляет собой двухтактный, комплементарный эмиттерный повторитель (параллельный усилитель тока), в верхнее и нижнее плечи питания которого встроены симметричные токовые зеркала. Вход повторителя является потенциальным входом конвейера Y, выход повторителя — двунаправленным токовым входом-выходом X. Выходной разностный ток токовых зеркал передаётся на третий, токовый вывод Z. В наиболее распространённой неинвертирующей топологии CCII+ напряжения и токи выводов связаны соотношением
в инвертирующей топологии CCII-:
Принципиальное отличие схемы второго поколения от первого — в высоком (в теории — бесконечно высоком) входном сопротивлении управляющего входа Y, и как следствие — в удобстве сопряжения токовой схемы с предшествующими источниками напряжения. CCII по сравнению со своим предшественником более гибок и потому более ценен для разработчиков.

## Практическая реализация

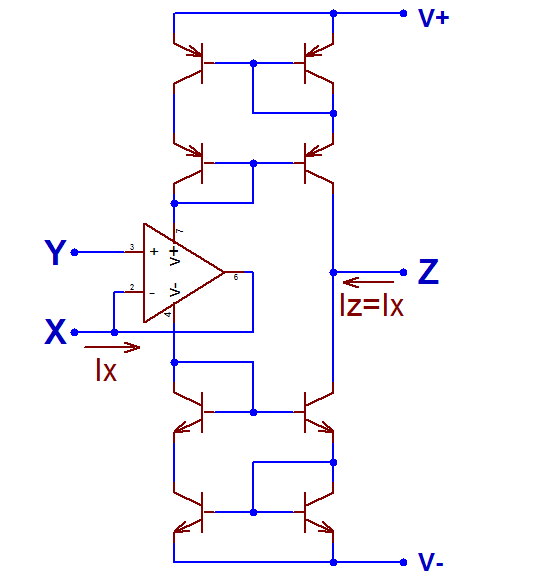
ССII+ Уилсона на ОУ с управлением по цепям питания, 1984. Добавление второй пары токовых зеркал с перекрёстным управлением превращает CCII+ в CCII-

К 1990 году, по подсчётам Седры, исследователи опубликовали более ста работ по токовым конвейерам; к 2015 году число публикаций перевалило за тысячу. Ещё в 1980-е годы исследователи доказали, что не выпускающийся пока серийно элемент может быть использован как ядро для построения всех видов источников стабильного тока и напряжения, любых линейных и множества нелинейных функций, при этом используя меньшее, чем классический ОУ, число пассивных компонентов. Седра и Смит в 1970 году свернули работу над конвейерами, но их последователи изобрели «на кончике пера» не менее десяти новых вариантов: «конвейер третьего поколения» (CCIII, 1995), «дифференциальный конвейер» (DVCC), «универсальный конвейер» (UCC) и так далее. При этом в течение двух десятилетий токовый конвейер оставался академической абстракцией, существовавшей только в виде макетов из дискретных транзисторов или их имитаций на базе классических ОУ с обратной связью по напряжению.
В большинстве этих схем выходной транзисторный каскад, формировавший ток Z-выхода, управлялся по цепям питания ОУ. Благодаря тому, что этот ОУ был включен в режиме повторителя, частота среза конвейера совпадала с частотой единичного усиления ОУ. Такой конвейер, включенный в режиме усиления напряжения, всегда опережал в быстродействии используемый в нём ОУ. Для внедрения в практику этого было недостаточно: нужно было перейти от макетов к серийному выпуску недорогих интегральных схем, а в 1970-е и 1980-е годы он был невозможен. Технологии тех лет не позволяли создать на кристалле высокочастотные pnp-транзисторы; медленные боковые pnp-транзисторы, доступные разработчикам ИС в 1970-е годы, для быстрых аналоговых ИС не подходили.

Первая серийная ИС на базе токового конвейера — операционный усилитель с токовой обратной связью (ОУ ТОС) CLC102 компании Comlinear — был выпущен в 1983 году; это была громоздкая и дорогая гибридная сборка на дискретных транзисторах. Серийные же полупроводниковые ИС на базе быстродействующих токовых конвейеров появились на рынке лишь в 1987 году, после промышленного запуска технологии кремний на изоляторе, позволившей формировать на кристалле высокочастотные pnp-транзисторы. В этих ИС (ОУ ТОС со встроенной коррекцией) пользователю были доступны лишь X- и Y-входы конвейера. Первая же специализированная ИС токового конвейера, Phototronics PA630, была выпущена в 1989 году. Парадоксально, что к этому времени на рынке уже активно продавалась первая ИС, предоставившая пользователю доступ ко всем трём выводам токового конвейера — ОУ ТОС с внешней коррекцией Analog Devices AD844 — но научное сообщество о ней не знало. Производитель, продвигавший AD844 как ОУ со сверхвысокой скоростью нарастания выходного напряжение, предпочёл не афишировать её «конвейерные» возможности; исследователи обратили на них внимание лишь в 1991 году. Компания Burr-Brown, выпустившая в 1990 году аналогичную ИС OPA660, термин «токовый конвейер» также не использовала: в документации Burr-Brown конвейер был назван «бриллиантовым транзистором», англ. diamond transistor.
К 2015 году токовые конвейеры использовались в сотнях моделей серийных ОУ ТОС, но по состоянию на начало 2015 года всего лишь шесть когда-либо выпущенных серий представляют пользователю доступ ко всем сигнальным выводам встроенного конвейера. Все они выполнены по биполярной технологии: помимо вышеупомянутых AD844, OPA660 и PA630 это ССII01 компании LTP Electronics (1993) и OPA2662 (1991) и OPA860 (улучшенный OPA660, 1990) компании Texas Instruments, поглотившей Burr-Brown. После вспышки интереса производителей на рубеже 1980-х и 1990-х годов новых серий более не появилось. Профессор Иллинойсского университета в Чикаго Вай-Кай Чен заметил по этому поводу в 2009 году, что «пока быстродействующие токовые конвейеры не станут [действительно] широко доступными, они так и будут использоваться лишь в лабораториях, а не на практике».

## Комментарии
1. ↑  Подробное описание см. Smith, K.C. and Sedra, A. A New Simple Wide-Band Current-Measuring Device : [арх. 22 февраля 2016] // IEEE Transactions on Instrumentation and Measurement. — 1969. — № June 1969. — P. 125—128.
2. ↑  Подробно об эволюции этих технологий см. Kester, W. High Speed Op Amps // Op Amp Applications Handbook / ed. Jung, W.. — Newnes, 2005. — P. 97-99. — 878 p. — (Analog Devices series). — ISBN 9780750678445.
3. ↑  Подробное описание см. Wadsworth, D.C. Accurate current conveyor topology and monolithic implementation // IEE Proceedings G (Circuits, Devices and Systems). — 1990. — Vol. 137, № 2. — P. 88-94. — ISSN 0956-3768.
4. ↑  Подробное описание в работе независимых от производителя исследователей см. Svoboda, J. et al. Applications of a commercially available current conveyor // International Journal of Electronics. — 1991. — Vol. 70, № 1. — P. 159-164. — doi:10.1080/00207219108921266.